# Real Fábrica de Tabacos de Sevilla
La Real Fábrica de Tabacos de Sevilla (Andalucía, España) fue la sede de la primera fábrica de tabacos establecida en Europa. Es el edificio industrial más importante de España del siglo XVIII.
Tiene la calificación de Bien de Interés Cultural desde 1959, con categoría de Monumento Histórico. Desde mediados del siglo XX alberga la sede del rectorado de la Universidad de Sevilla y de algunas de sus facultades.

## Antecedentes

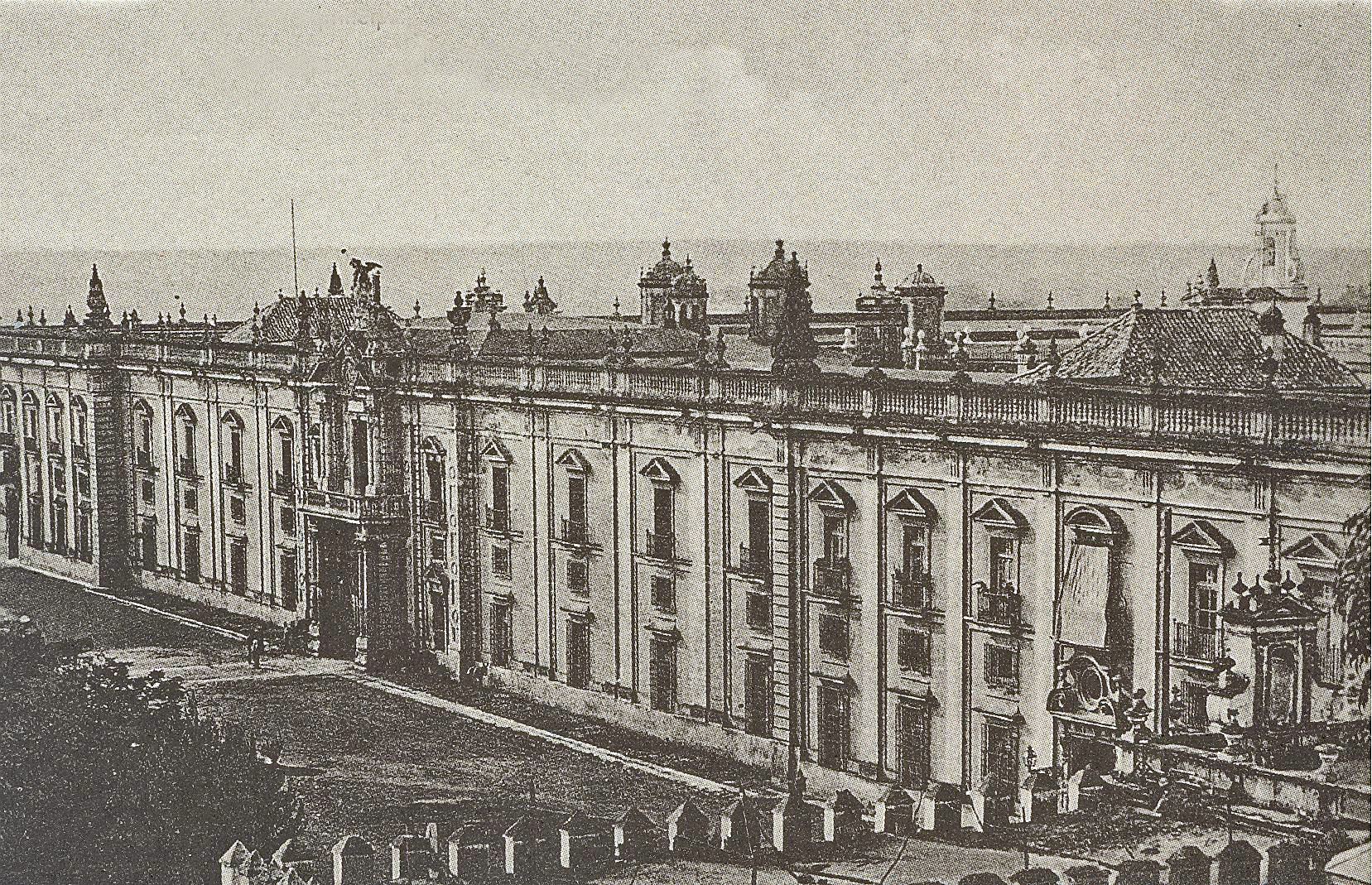
El edificio en 1901

La planta del tabaco fue encontrada por los españoles a su llegada a América, en 1492. La ciudad de Sevilla, sede de la Casa de Contratación, ostentaba el monopolio del comercio con este continente. La planta del tabaco fue estudiada en el siglo XVI por Nicolás Monardes, que tenía un huerto con especies del Nuevo Mundo en la calle Sierpes de Sevilla.
En 1620 ya existía una fábrica de tabacos en unas casas situadas en la collación de San Pedro, en los terrenos que actualmente ocupa la plaza Cristo de Burgos. Fue fundada por el armenio Juan Bautista Caraffa. Esta fue la primera de Europa. Tuvo tres ampliaciones: hacia 1647, entre 1669 y 1674 y en 1688. En 1760 esta fábrica cerró y la producción de tabacos pasó a una nueva fábrica, situada a extramuros de la ciudad.
El Estado se hizo con el monopolio de la renta del tabaco en 1636. El Estado arrendaba las fábricas a un intermediario para que produjese y poder obtener ganancias. Entre 1684 y 1687 se suprimió a este intermediario y la Real Hacienda tomó el control directo de las fábricas (antecedente de lo que ocurriría en el siglo XVIII).
En 1701 el Estado limitó el sistema de arriendos del tabaco a las producciones al por menor. En 1730 el Estado asumió el control completo de las fábricas de tabacos.

## Construcción

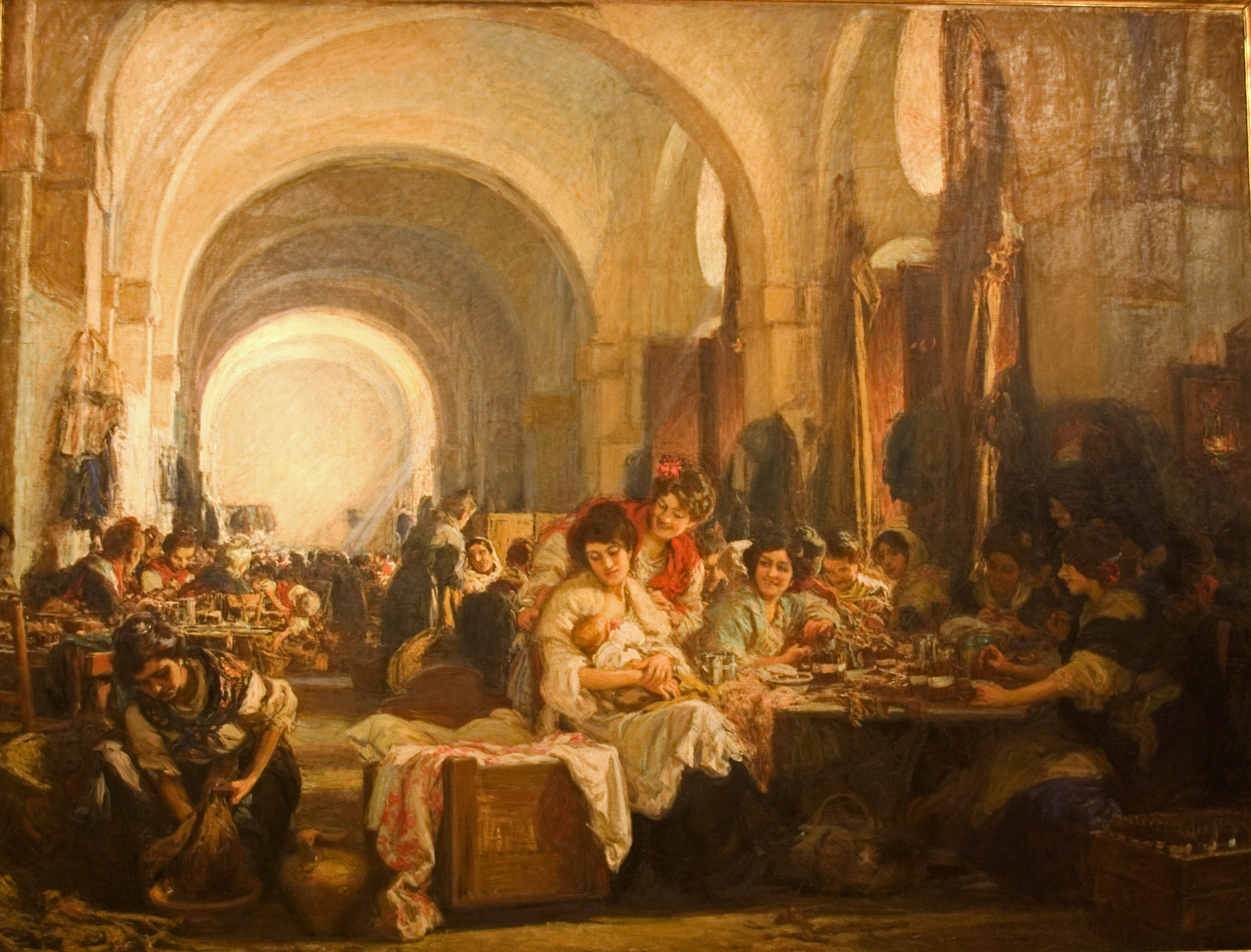
Cuadro Las Cigarreras pintado por Gonzalo Bilbao en 1915 que reproduce el trabajo de las cigarreras en la Fábrica de Tabacos de Sevilla, a principios del.

La fábrica se ubicó extramuros de la ciudad, junto a la Puerta de Jerez, el Colegio de San Telmo y el convento de San Diego. Ese lugar, conocido como las Calaveras, fue un antiguo sitio de enterramientos romano.
Su construcción se inició el año 1728. Su diseño y construcción fue realizada por ingenieros militares procedentes de España y de los Países Bajos, concretamente:
- Ignacio Sala, que redactó el proyecto inicial en 1725.[3] De su proyecto solo se ejecutó la cimentación y la canalización del arroyo Tagarete[16] que corría por la actual calle de San Fernando.[17]
- Diego Bordick Deverez, que sustituyó a Sala en el periodo que discurre entre 1731 y 1750. Realizó un nuevo proyecto, para tratar de dar cabida a nueva maquinaria de mayor tamaño. Realmente solo se trabajó en la construcción, durante este periodo, unos dos años, entre 1733 y 1735.[3]
- Sebastián Van der Borcht, que se hizo cargo de la construcción a partir de 1750. Puede ser considerado como constructor más importante en la construcción de la fábrica.[3] En esta fase colaboraron con el ingeniero flamenco arquitectos y aparejadores locales como Vicente Catalán Bengoechea,[18] Pedro de Silva[19] y Lucas Cintora.[20]

El edificio comenzó su actividad productiva el verano de 1758. La capilla se finalizó en 1763. Según inscripción de dos de los pilares del puente levadizo del lado oeste, las obras finalizaron en el año 1770. La cercana puerta de San Fernando, de estilo clasicista, se construyó en 1760 y casas de la calle San Fernando se construyeron en 1770.
En la construcción de muros, pilastras, arcos y otros elementos se usó la piedra de Morón, más sólida, en lugar de la piedra martelilla, que habría tenido el mismo coste.

El edificio cuenta con una cimentación con arquerías invertidas. Esta técnica de construcción fue descrita por Leon Battista Alberti en 1450 y por Andrea Palladio en 1570 para terrenos irregulares.

## Descripción arquitectónica

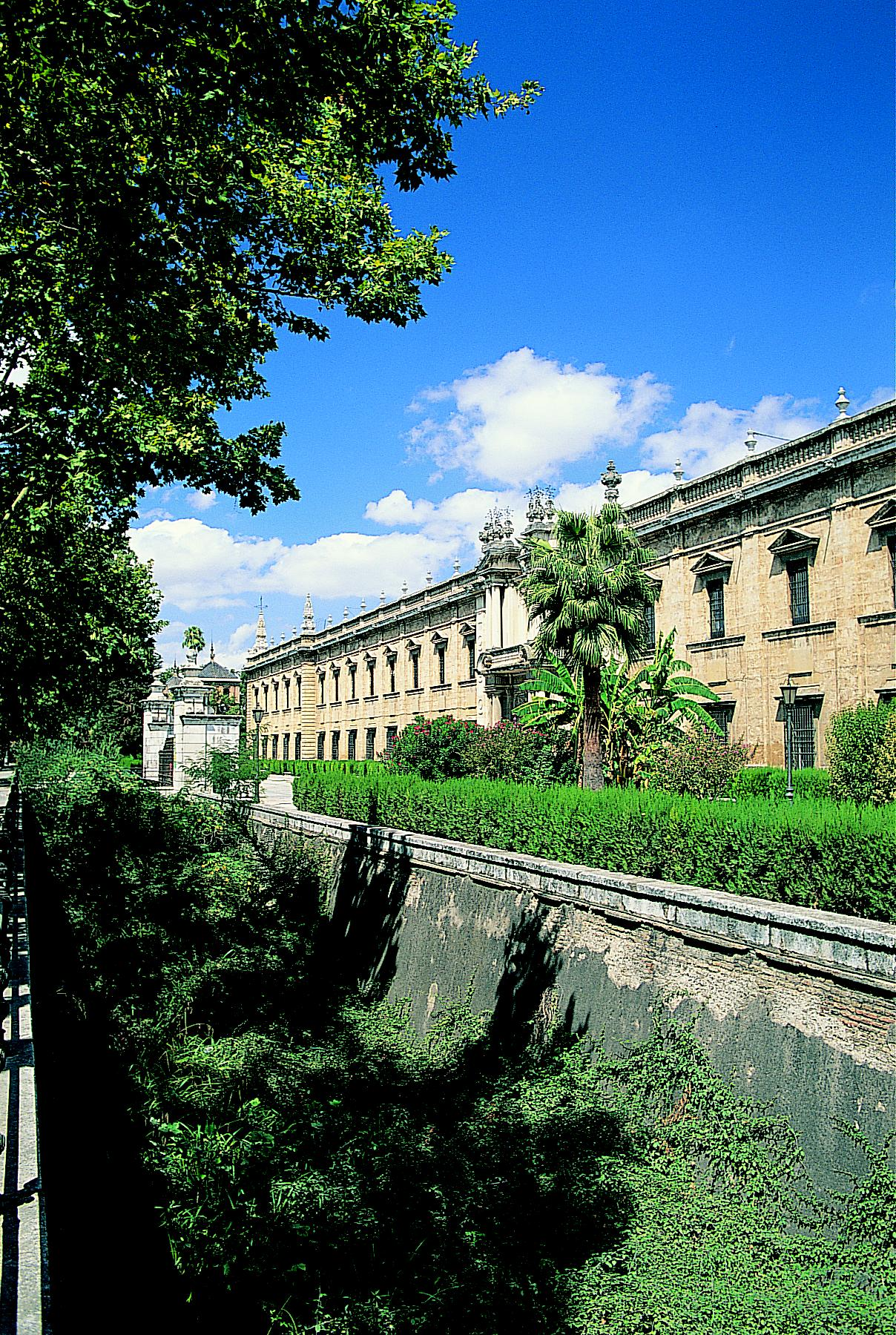
Fachada de la Real Fábrica de Tabacos, en la que se observa el foso que rodea al edificio

El edificio industrial, del siglo XVIII, es uno de los de mayores dimensiones y mejor arquitectura de su género en España, a la vez que uno de los más antiguos de esa tipología que se conservan en Europa de la época del Antiguo Régimen.
Como edificio, se extiende sobre una superficie de carácter rectangular de 185 x 147 metros, con ligeros salientes en sus ángulos. En España solo el monasterio de El Escorial, que ocupa un área de 207 x 162 metros, supera su tamaño. El recinto se encuentra rodeado en tres de sus lados por un foso que lo aísla del exterior, presenta alzado en dos plantas y entresuelos en las áreas residenciales. 
Arquitectónicamente destaca su esquema general de referencias renacentistas, con aires herrerianos en su planta, patios y detalles de remate de las fachadas, sin olvidar las semejanzas con motivos de los arquitectos Sebastiano Serlio y de Palladio. Sus fachadas realizadas en cantería, se encuentran moduladas por pilastras que se elevan sobre un pedestal que recorre el inmueble.
En el edificio se pueden distinguir dos zonas diferentes, una primera área dedicada propiamente a la actividad de fabricación que ocupa dos terceras partes del edificio y por otro lado una zona que puede ser denominada palacial que correspondería a la entrada por la calle San Fernando, que comprendía vestíbulo, almacenes y viviendas.
En su fachada principal se aprecia la influencia del estilo barroco, presenta una portada con doble columnas a cada lado y en la planta superior, balcón balaustrado y remate con tímpano decorado con atributos reales. Por encima, se levanta una estatua de la Fama, y jarrones de azucenas, obras de Cayetano de Acosta; al mismo autor portugués se deben también las fuentes de mármol blanco de los dos patios interiores y los pináculos que decoran las cuatro esquinas del edificio. En el arco de ingreso se destacan relieves con temas concernientes a la historia y elaboración del tabaco. El inmueble se encuentra rodeado por un foso en la mayor parte de su perímetro debido a su construcción extramuros adosado aparte de las murallas de la ciudad por esa zona. 
Por sus grandes dimensiones, Richard Ford lo definió como el "Escorial tabaquero" en 1845. El historiador Antonio Bonet Correa lo definió como un "palacio de la Industria".
El interior de la zona de fábrica estaba primitivamente dividido en grandes naves, alguna de las cuales medía más de 150 metros de largo. La zona noble contenía dos viviendas para el superintendente y el director de la fábrica. En las zonas extremas en el centro tras la entrada principal se encontraba la zona de oficinas, en donde se encuentra una gran escalera doble que termina en el actual paraninfo de la universidad. En 1956 Antonio Cano Correa y su mujer Carmen Jiménez Serrano esculpieron la ornamentación de las nuevas puertas que se abrieron en las fachadas este, sur y oeste de la antigua real fábrica para ser portadas de las nuevas facultades de la Universidad de Sevilla, correspondientes entonces a Derecho, Ciencias y de Filosofía y Letras.

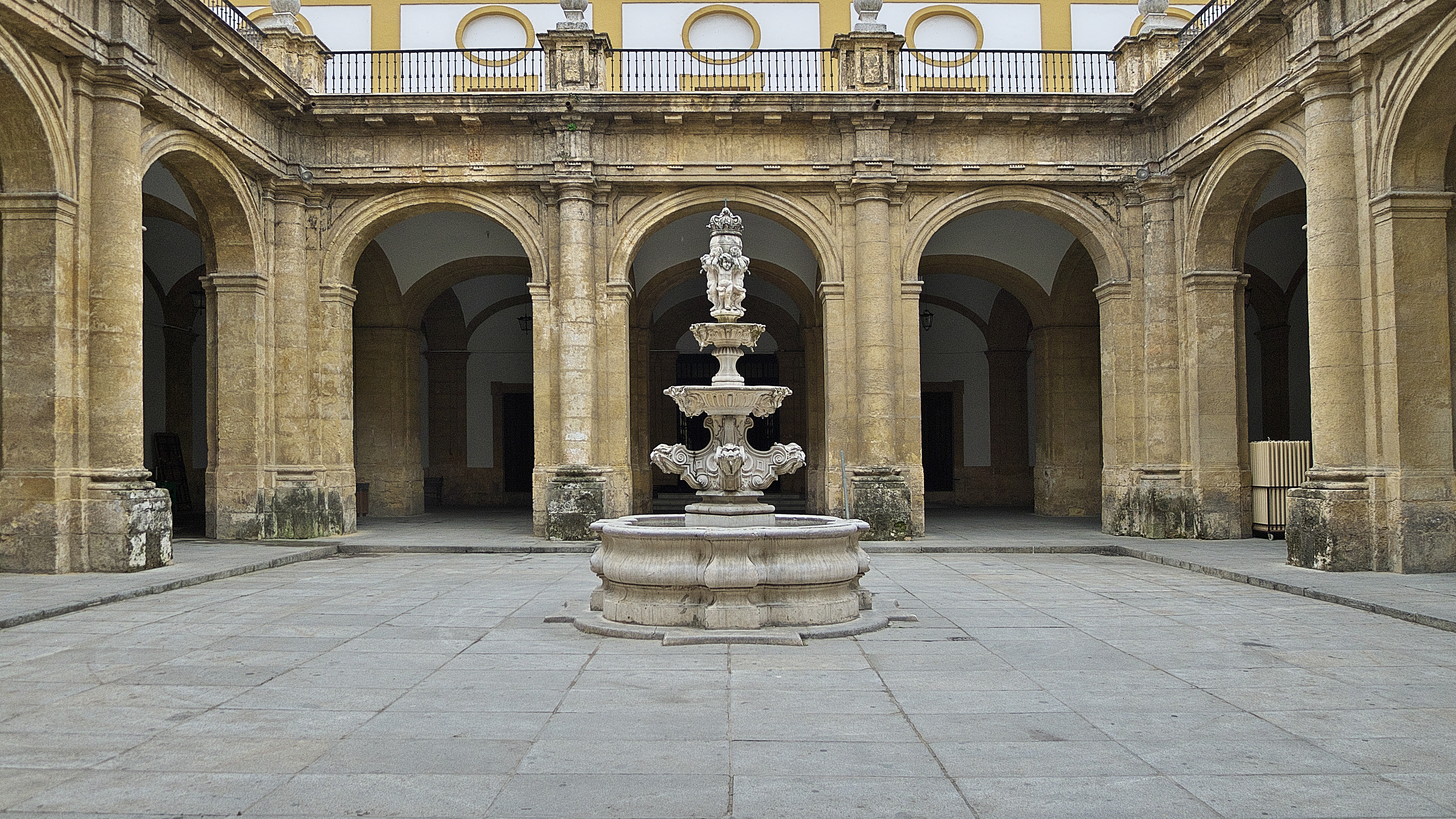
Patio principal
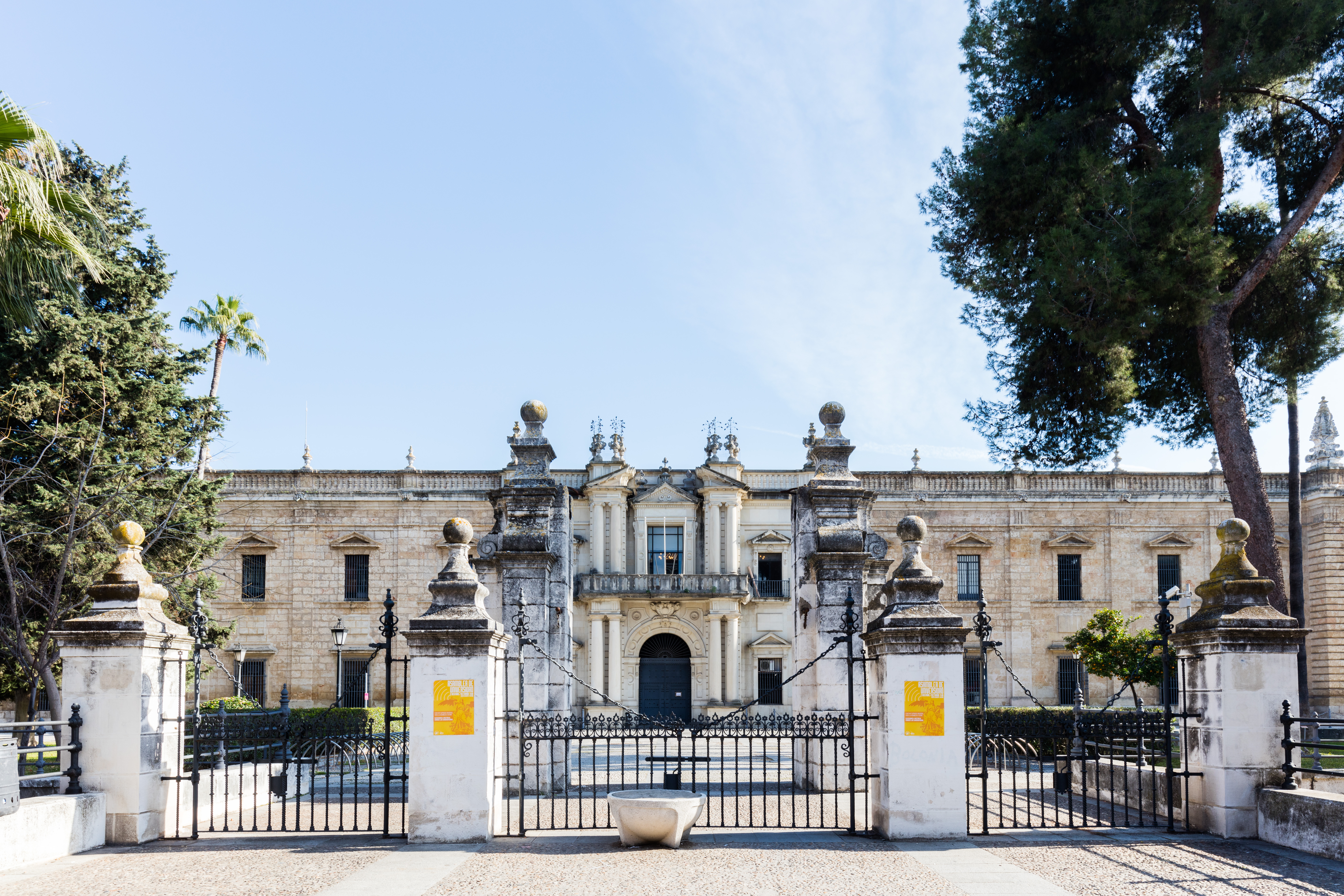
Una de las portadas laterales
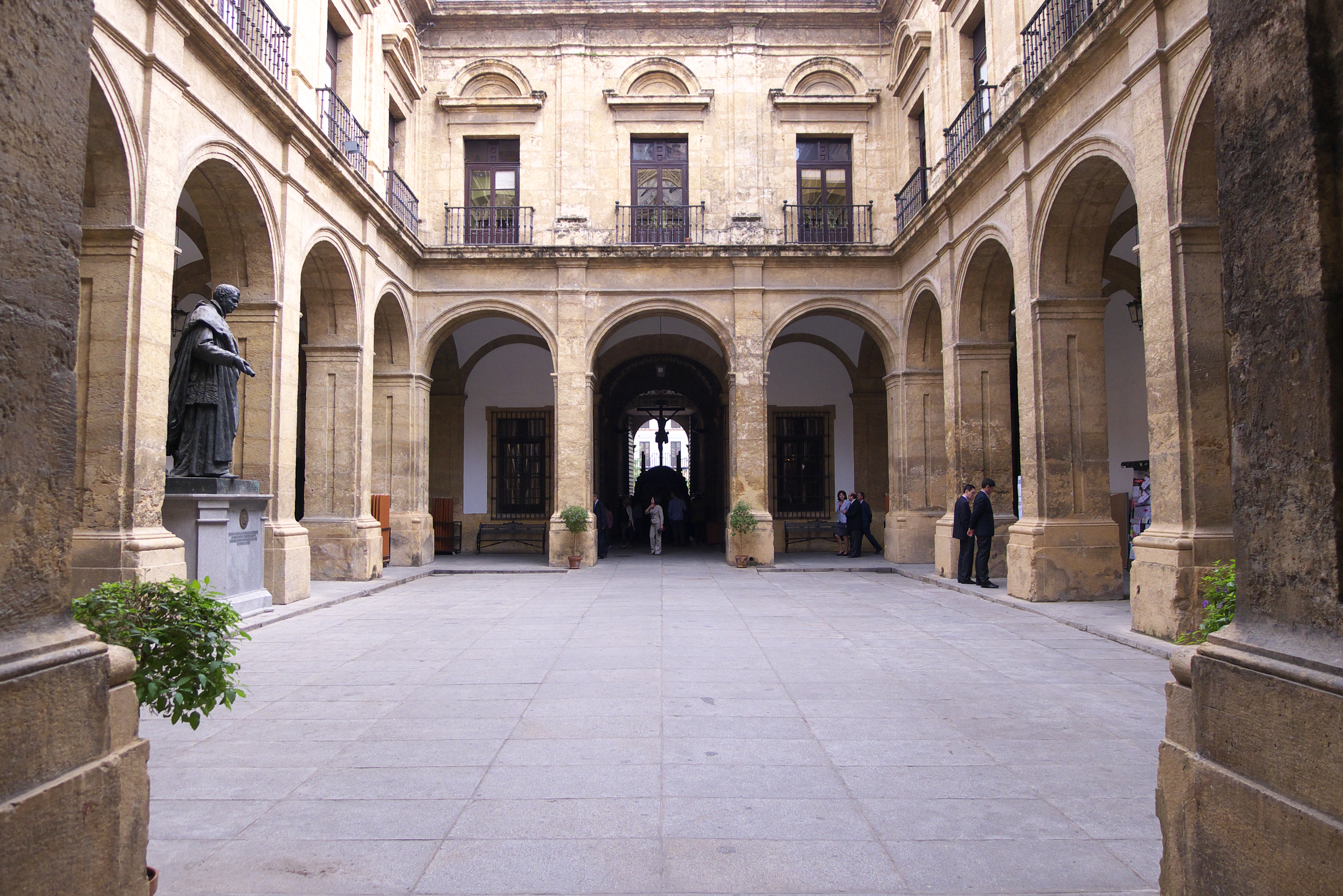
Patio del Reloj
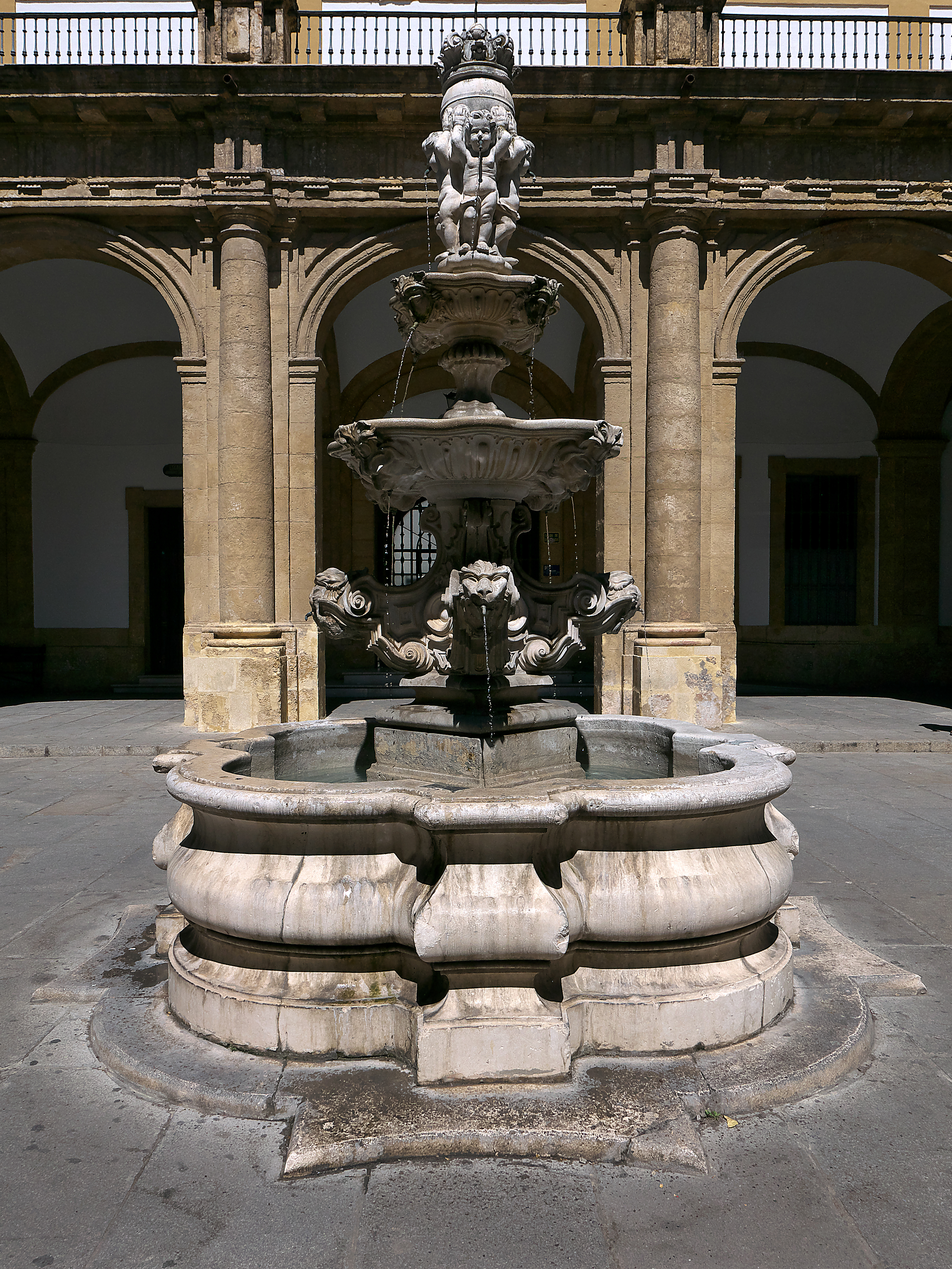
Fuente de Cayetano de Acosta

## Trabajadores y producción
Los cigarros fueron elaborados exclusivamente por hombres en los siglos XVII y XVIII. En los comienzos del siglo XVIII la fábrica contaba con 100 cigarreros y, a medida que el cigarro era aceptado por los consumidores, el número de cigarreros aumentó a 400 para llegar a 700 a comienzos del siglo XIX. A esto hay que sumarle 1200 trabajadores dedicados a la tarea de picar tabaco. El trabajo era a destajo. En el siglo XIX se descubrió que las mujeres eran menos exigentes en el trabajo, al considerarlo un acompañamiento del salario que traían sus maridos a casa, y se argumentó también que eran más productivas. Por eso, ante el despegue definitivo del cigarro y el cigarrillo en el siglo XIX se decidió usar a mujeres para esa tarea, siendo este el origen de las cigarreras de Sevilla, inmortalizadas en las fotografías de J. Laurent, los cuadros de Gonzalo de Bilbao o la ópera Carmen.
En 1755 la mayor parte del tabaco provenía de Cuba, aunque también había tabaco de Virginia y Brasil.

### Etapa 1886-1925

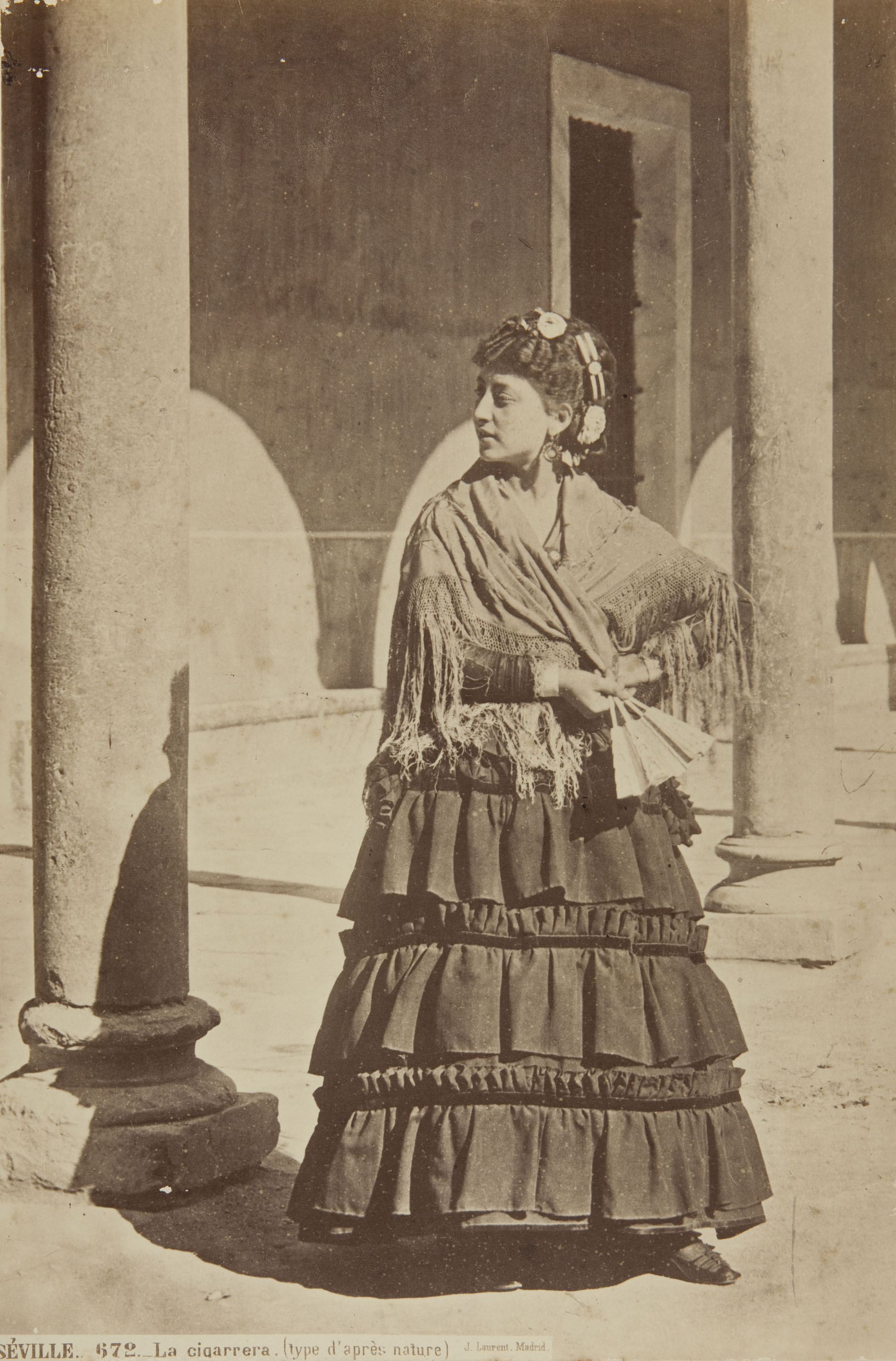
Cigarrera del en la Real Fábrica de Tabacos de Sevilla

El modo de producción se había caracterizado por cierta flexibilidad en el horario de trabajo, la compaginación de la vida personal de las mujeres como amas de casa y trabajadoras, frecuentes ausencias prolongadas de trabajadoras por asuntos personales, cierta libertad para las trabajadoras dentro del centro de trabajo, pequeños hurtos de materias primas, etcétera. Todo esto se compaginaba con cierto ambiente cuartelario, controles a la entrada y a la salida o la existencia de un hospital y una prisión dentro de la fábrica. Entre 1885 y 1896 hubo varios motines contra la introducción de máquinas y de medidas de control sobre cómo efectuaban su trabajo los trabajadores. En 1887 la real fábrica pasó a manos de una compañía arrendataria constituida por el Banco de España y un grupo de accionistas privados. Esta compañía introdujo máquinas de vapor para picar tabaco. En 1902 la Compañía Sevillana de Electricidad facilitaría la mecanización con electricidad de la fábrica y en 1908 la mecanización se extendió al empaquetado. Entre 1916 y 1925 la mecanización se introdujo para el liado de cigarrillos. Estas medidas industriales y capitalistas, lejos de mejorar la industria, produjeron una disminución de su riqueza. Si en el siglo XIX la fábrica daba empleo a 6000 personas y el Estado se encontraba desbordado por la demanda, en 1925 solo daba empleo a 1844 personas. De otro lado, la privatización perjudicaría a la economía de la ciudad. Si en 1887 las pocas máquinas que había en la fábrica eran de la empresa sevillana Portilla, White y Compañía, a pesar de recomendaciones de obtener máquinas inglesas más baratas, tras la privatización las máquinas se traían siempre del extranjero. Solamente en los años 20 volvieron a traerse máquinas de España, pero esta vez valencianas o vascas. Si entre 1888 y 1892 la producción era de 1.801,7 millares de cigarrillos entre 1918 y 1922 fue de 411,9 millares de cigarrillos. La producción de la fábrica pasó del 29% de la producción nacional al 7 %.

## Cuartel
En 1883 una zona del este del edificio fue destinada a cuartel del Regimiento Montado de Artillería. En 1929, encontrándose en este lugar el Tercer Regimiento de Artillería, estas tropas fueron trasladadas al nuevo cuartel de Pineda. A partir de este traslado pasó a llamarse Regimiento de Artillería n.º 14.

## Traslado de la fábrica
En 1945 se creó Tabacalera S.A., que gestionaría la producción del tabaco. La factoría se trasladó a unas instalaciones en el barrio de Los Remedios. Tabacalera S.A. tendrá la concesión para el monopolio del tabaco en España durante 25 años, concesión que fue renovada en 1971. En 1999 se fusionará con la francesa Seita creando Altadis. La fábrica Altadis de Sevilla cerró en 2007. En 1954 dejó de haber archivos en la fábrica en su antigua sede.

## Sede de la Universidad de Sevilla
El traslado de la Universidad a este edificio se produjo de forma escalonada entre 1954 y 1956. La transformación del edificio, supuso una obra de profundo calado, realizada por los arquitectos Alberto Balbontín de Orta, Delgado Roig y Toro Buiza.
Inicialmente albergó el rectorado, las Facultades de Ciencias, Derecho y Filosofía y Letras. Actualmente sirve como sede del rectorado y solo acoge las Facultades de Geografía e Historia y Filología.

## Rodajes
Las instalaciones de la Real Fábrica de Tabacos fueron utilizadas para el rodaje de la serie Warrior Nun, estrenada en Netflix en 2020.